# Let Alaska Airlines 1282
Let Alaska Airlines 1282 byl pravidelný domácí let americké společnosti Alaska Airlines. Let startoval ve městě Portland ve státě Oregon a končil ve městě Ontario v Kalifornii. Krátce po vzletu Boeingu 737 MAX 9 vypadl blízko řady sedadel 25 trupový panel (běžně instalovaný místo volitelných dveří nouzového východu). Všech 171 pasažérů a 6 členů posádky přežilo a nikdo nebyl zraněn.

## Letadlo
Sériové číslo letadla je 67501 LN:8789. Letadlo poprvé vzlétlo 15. října 2023. Letadlo má konfiguraci 162 sedadel v ekonomické třídě a 16 v business třídě. Letadlo je od incidentu uzemněno.

## Nehoda
Dne 5. ledna 2024 v 17:06 místního času letadlo bez problémů vzlétlo. K nehodě došlo v 17:12 místního času a ve výšce přibližně 4974 m. Došlo k nekontrolovatelné dekompresi[ujasnit] a posádka pasažérům nařídila použití kyslíkových masek. Teenager, který seděl nejblíže panelu[ujasnit], přišel o triko, které strhla dekomprese. Letadlo následně v 17:26 místního času dosedlo na ranvej, ze které vzlétlo.

## Vyšetřování a následky
Letecká společnost okamžitě uzemnila všechna svá letadla Boeing 737 MAX 9. Národní úřad pro bezpečnost dopravy Spojených států amerických následně zjistil, že již několik dní před nehodou letadlo mělo problémy s přetlakováním kabiny. Akcie společnosti Boeing zažily po nehodě propad přibližně o 8 procent. Podobný problém měla i letecká společnost United Airlines a preventivně uzemnila všechna svá letadla typu Boeing 737 MAX 9. Dne 10. ledna 2024 byla firma Boeing upozorněna, že bude vyšetřována. Alaska Airlines každému z pasažérů dala 1500 $ jako odškodnění. Výrobce letadel Boeing zaplatil letecké společnosti 160 milionů dolarů. Jedná se o kompenzaci nákladů za uzemnění celé flotily.

## Galerie

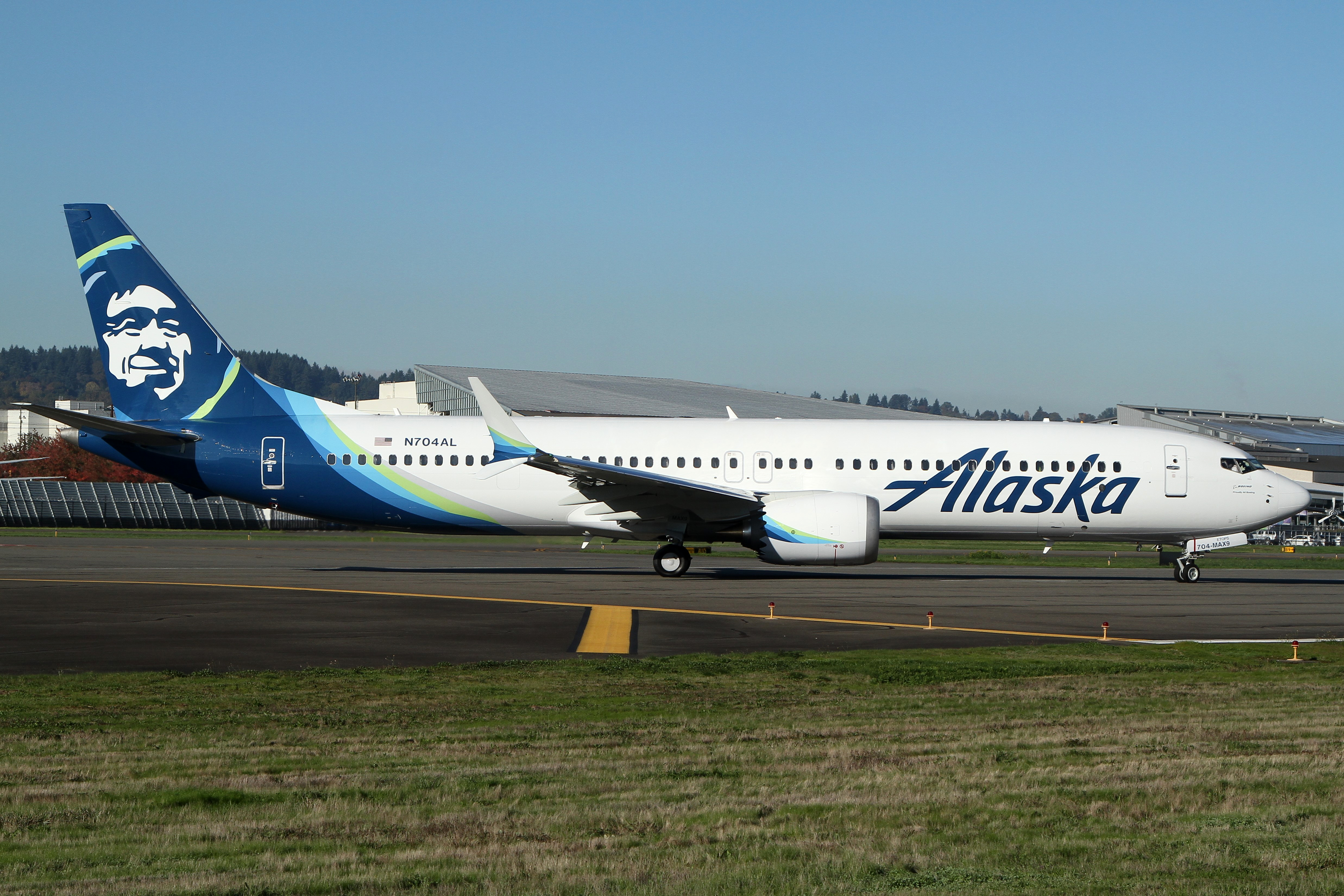
Letadlo, které mělo nehodu (2023)
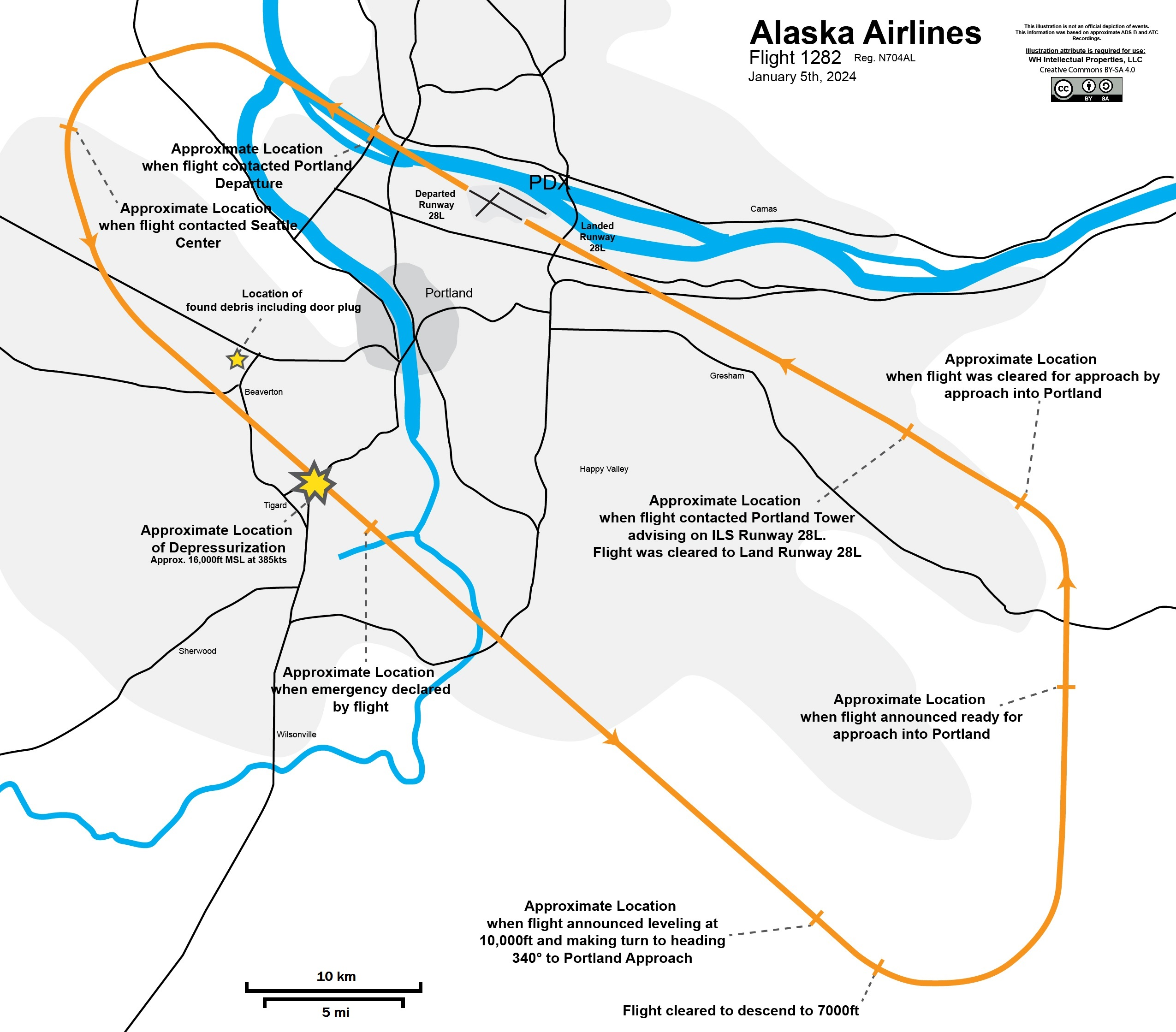
Průběh letu
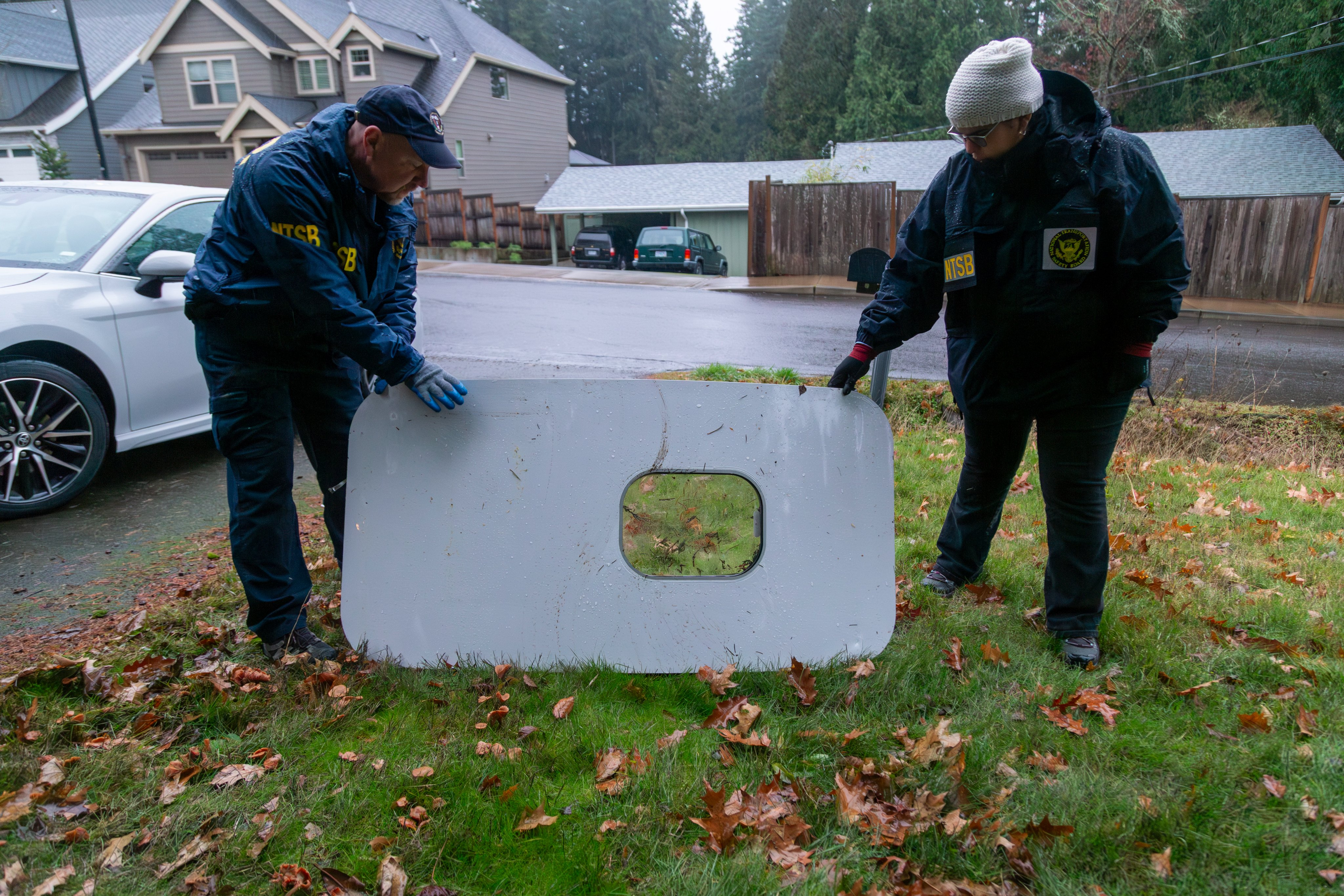
Panel byl nalezen na dvoře domu